# Quercus gilliana
Quercus gilliana är en bokväxtart som beskrevs av Alfred Rehder och Ernest Henry Wilson. Quercus gilliana ingår i släktet ekar, och familjen bokväxter. Inga underarter finns listade.